# Куп четири нације 2014.
Куп четири нације 2014. (службени назив: 2014 Rugby Championship) је било 19. издање овог најквалитетнијег репрезентативног рагби такмичења Јужне хемисфере, а 3. од проширења Купа три нације на Куп четири нације.
Турнир је освојио Нови Зеланд.

## Учесници
Напомена:
|   | Селекција                          | Стадион                                     | Селектор       | Капитен         |
| - | ---------------------------------- | ------------------------------------------- | -------------- | --------------- |
| 1 | Рагби репрезентација Аргентине     | Градски стадион Ла Плата, Ла Плата (53 000) | Данијел Оркаде | Агустин Креви   |
| 2 | Рагби репрезентација ЈАР           | Кока-кола парк, Јоханезбург (62 567)        | Хејнеке Мејер  | Жан Де Вилијерс |
| 3 | Рагби репрезентација Новог Зеланда | Еден Парк, Окланд (50 000)                  | Стив Хансен    | Ричи Мако       |
| 4 | Рагби репрезентација Аустралије    | Стадион Аустралија, Сиднеј (84 000)         | Мајкл Чека     | Мајкл Хупер     |

## Такмичење

### Прво коло
Аустралија - Нови Зеланд 12-12
Јужна Африка - Аргентина 13-6

### Друго коло
Нови Зеланд - Аустралија 51-20
Аргентина - Јужна Африка 31-33

### Треће коло
Нови Зеланд - Аргентина 28-9
Аустралија - Јужна Африка 24-23

### Четврто коло
Нови Зеланд - Јужна Африка 14-10
Аустралија - Аргентина 32-25

### Пето коло
Јужна Африка - Аустралија 28-10
Аргентина - Нови Зеланд 13-34

### Шесто коло
Јужна Африка - Нови Зеланд 27-25
Аргентина - Аустралија 21-17

## Табела
|   | Селекција   | ИГ | Д | Н | И | ПД  | ПП  | ПР  | БП | Б  |  |
| - | ----------- | -- | - | - | - | --- | --- | --- | -- | -- |  |
| 1 | Ол блекси   | 6  | 4 | 1 | 1 | 164 | 91  | +73 | 4  | 22 |  |
| 2 | Спрингбокси | 6  | 4 | 0 | 2 | 134 | 110 | +24 | 3  | 19 |  |
| 3 | Валабиси    | 6  | 2 | 1 | 3 | 115 | 160 | -45 | 1  | 11 |  |
| 4 | Пуме        | 6  | 1 | 0 | 5 | 105 | 157 | -52 | 3  | 7  |  |

| Победник Купа четири нација 2014. |
| --------------------------------- |
| Нови Зеланд 13. титула            |

## Индивидуална стастика
Највише поена
- Николас Санчез 52, Аргентина
- Бернард Фоли 43, Аустралија
- Андре Полард 43, Јужна Африка
- Ерон Круден 37, Нови Зеланд
- Боден Барет 30, Нови Зеланд

Највише есеја
- Џулијан Савеа 4, Нови Зеланд
- Корнал Хендрикс 3, Јужна Африка
- Мајкл Хупер 3, Аустралија
- Ричи Мако 3, Нови Зеланд
- Израел Фолау 2, Аустралија